# 領内村 (愛知県)
領内村（りょうないむら）は、愛知県中島郡にかつてあった村。
現在の稲沢市祖父江町の中央部に該当する。

## 歴史
- 1889年（明治22年）10月1日 - 森上村、二俣村、本甲村、桜方村、大牧村が合併し発足。
- 1906年（明治39年）5月10日 - 祖父江町、丸甲村、牧川村、山崎村と合併し、改めて祖父江町が発足。同日領内村廃止。

## 教育
- 領内尋常小学校　（現・稲沢市立領内小学校）

## 鉄道
- 尾西鉄道
  - 森上駅